# Orazio Fagone
Orazio Fagone (Catania, 13 novembre 1968) è un ex hockeista su slittino e pattinatore di short track italiano.
Nello short track è stato campione olimpico ai Giochi di Lillehammer 1994.

## Biografia
All'età di 1 anno si trasferì con i genitori a Torino, dove iniziò a praticare all'età di 4 anni il pattinaggio a rotelle e successivamente, a 12 anni, lo short track. Dal 1987 è stato titolare fisso della nazionale azzurra. Alle Olimpiadi di Calgary 1988 ha vinto la medaglia d'argento nei 5000m staffetta e la medaglia di bronzo nei 1500m dello short track, allora sport dimostrativo; alle Olimpiadi di Lillehammer, ha vinto la medaglia d'oro nella staffetta dello short track, intanto divenuto disciplina olimpica ufficiale. Ha vinto anche diverse medaglie ai campionati mondiali.
La sua carriera nello short track è stata stroncata il 30 maggio 1997 da un grave incidente motociclistico, costatogli l'amputazione della gamba destra. I medici riuscirono a evitare l'amputazione dell'arto sinistro, ma i danni riportati dai muscoli e dalle articolazioni furono tali da costringere Fagone alla sedia a rotelle. Pochi giorni dopo un altro incidente (sempre motociclistico) ha posto fine alla carriera dell'altro atleta italiano di short track Mirko Vuillermin, compagno di staffetta di Fagone alle Olimpiadi di Lillehammer.
Dopo l'incidente e la riabilitazione, si è dedicato allo sport per disabili, prima nel curling in carrozzina e successivamente nell'hockey su slittino su ghiaccio: attualmente gioca nelle squadre del Piemonte nel campionato italiano, e della nazionale italiana, con la quale ha disputato i Giochi Paralimpici di Torino 2006.
Nel maggio 2004 ha sposato Marta, da cui ha avuto due figli.

## Palmarès

### Short track

#### Giochi olimpici invernali
- 1 medaglia:
  - 1 oro (5000 m staffetta con Maurizio Carnino, Mirko Vuillermin e Hugo Herrnhof a Lillehammer 1994)

Fagone ha anche vinto due medaglie a Calgary 1988 dove lo short track era sport dimostrativo:
- 2 medaglie:
  - 1 argento nei 5000 m staffetta con Hugo Herrnhof, Enrico Peretti e Roberto Peretti,
  - 1 bronzo nei 1500 m

#### Campionati mondiali di short track
- 8 medaglie:
- 4 ori (staffetta a Saint-Louis 1988; 3000 m a Guildford 1994; staffetta e 500 m a L'Aia 1996)
- 4 argenti (1000 m a Montreal 1987; staffetta a Pechino 1993; staffetta a Gjøvik 1995; 1500 m a Nagano 1997)

#### Campionati mondiali di short track a squadre
- 5 medaglie:
  - 1 oro (Budapest 1993)
  - 1 argento (Minamimaki 1992)
  - 3 bronzi (Minamimaki 1992, Lake Placid 1996, Seoul 1997)

#### Campionati europei di short track
- 1 medaglia:
  - 1 bronzo (staffetta a Malmö 1997)

### Hockey su slittino
- Campionato italiano Ice Sledge Hockey:
  - 2005
  - 2005-2006
  - 2006-2007